# C.H.Beck
C.H.Beck — издательство, занимающее господствующее положение на рынке юридической литературы Германии.
Издательство было основано в Нёрдлингене Карлом Готтлебом Беком, приобретшим в 1763 году существовавшую к тому моменту уже 130 лет печатню и совместившим её с книжным магазином.
C.H.Beck остаётся семейный предприятием, находясь на сегодняшний день в руках шестого и седьмого поколения наследников основателя.
В середине девятнадцатого века был взял курс на развитие многодисциплинарного научного издательства.
Стимулом для юридической специализации издательства стало основание Германской империи, давшее толчок для волны кодификаций на исходе девятнадцатого века.
С первой половины двадцатого века производится выпуск получающих обновления каждые несколько месяцев сборников законов на отдельных листах. Начиная с 1938 года издательство издаёт Palandt — краткий комментарий к ГГУ, а с 1947 важнейшее для Германии юридическое периодическое издание — еженедельную Neue Juristische Wochenschrift. С конца 1970-х годов издаются так называемые «Мюнхенские комментарии» — подробные научно-практические комментарии к немецким законам. Мюнхенский комментарий к ГГУ в издании 2017 года включает двенадцать томов (примерно 28 тысяч страниц) и доступен в продаже за 3686 евро.
В 1970 году C.H.Beck приобрёл своего главного конкурента — издательство Vahlen и с тех пор практически безраздельно доминирует рынок юридической литературы Германии.
Начиная с 2001 года издательство поддерживает базу данных Beck-Online, являющуюся наряду с конкурентом juris ведущей на рынке справочно-правовых систем Германии.

## Импринты
C.H.Beck также принадлежат импринты в Германии, Швейцарии, Чехии, Словакии, Румынии и Польше:
- Verlag Franz Vahlen GmbH (Мюнхен)
- Nomos Verlagsgesellschaft mbH & Co. KG[нем.] (Баден-Баден) — издательство научной литературы по гуманитарным дисциплинам;
  - Verlag Karl Alber[нем.] (Баден-Баден) — научное издательство рецензированных книг по истории.
  - Ergon-Verlag[нем.], основано в 1989, выкуплено в 2017.
- Biederstein Verlag GmbH (Мюнхен)
- Kommunal- und Schul-Verlag GmbH & Co. KG (Висбаден)
- Gemeinde- und Schulverlag Bavaria GmbH (Мюнхен)
- id Verlags GmbH (Мангейм)
- Druckerei C.H.Beck (Нёрдлинген)
- Druckhaus Nomos (Зинцхайм)
- Nördlinger Verlagsauslieferung GmbH & Co. (Нёрдлинген)
- Schweitzer Fachinformationen[нем.] (Мюнхен) — ассоциация книжных магазинов, продающих литературу для работников и студентов университетов;
- Buchhandlung Lehmkuhl oHG (Мюнхен)
- AWA Außenwirtschafts-Akademie GmbH (Мюнстер)
- MWV Münchner Seminare für Wirtschafts- und Versicherungsrecht GmbH (Грёбенцелль)
- AWS Arbeitskreis für Wirtschafts- und Steuerrecht oHG (Оберурзель)
- Helbing & Lichtenhahn Verlag AG & Co. KG[нем.] (Базель) — издательство научной литературы по теологии, психологии и праву;
- Wydawnictwo C.H.Beck Sp. z o.o. (Варшава)
- Nakladatelstvi C.H.Beck s.r.o. (Братислава)
- Nakladatelství C.H.Beck s.r.o. (Прага)
- Editura C.H.Beck s.r.l. (Бухарест)
- Dike Verlag AG[нем.] (Цюрих) — издаёт научную литературу по праву и социальным наукам.